# Auengebiet Bois du Dévin
Der Bois du Dévin ist ein national bedeutendes Auengebiet an der Ärgera (französisch Gérine) vor der Mündung in die Saane (französisch Sarine) im Schweizer Kanton Freiburg.
Dieses Auengebiet ist im Bundesinventar als Fliessgewässer kategorisiert. Es zieht sich von der Mündung in die Saane rund 1,3 km flussaufwärts und liegt auf den Gemeindegebieten von Marly und Hauterive. Die Ärgera zählt schweizweit zu den letzten natürlichen Flussläufen der Schweiz. Mit seinen Altläufen, Stillwassern, Kies- und Sandbänken schafft das Wasser mehrmals pro Jahr neue Lebensräume. Darin können sich Pionierpflanzen ansiedeln. In Stillwassern und Tümpeln können Amphibien ihren Laich ablegen. Auch Libellen und andere Insekten finden hier passende Lebensbedingungen. Zudem gibt es Vögel und Fische, die auf ein spezifisches Futterangebot angewiesen sind.
Eine Gefahr stellt der bei starkem Regen schnell ansteigende Wasserstand dar. Was für den Menschen und seine Infrastruktur eine Gefahr darstellt, ist für Auenlandschaften und Amphibienlaichgebiete notwendig. Denn insbesondere die Amphibien brauchen Überschwemmungen, welche stark genug sind, Geschiebe und Sandbänke zu verschieben und nach dem Rückgang des Pegels Stillwasser, Altläufe und neue Durchflüsse zurückzulassen. Erst die Dynamik des Wassers schafft für sie Reproduktionsgebiete.